# Luis Figueroa del Río
Luis Simón Figueroa del Río (Santiago, 29 de julio de 1941, ibíd, 16 de noviembre de 2018) fue un abogado y político chileno. Se desempeñó como subsecretario de Estado durante la dictadura militar del general Augusto Pinochet.
Fue alumno de Facultad de Derecho de la Pontificia Universidad Católica (PUC) entre los años 1959 y 1963, y tuvo un ejercicio profesional tanto en el mundo público como privado, llegando a ocupar, entre otros cargos, el de subsecretario de Bienes Nacionales (1979-1981), subsecretario de Agricultura, subsecretario de Interior (1983-1984), ministro de la ODEPLAN (1984-1985), Embajador ante la Unesco, consultor internacional para el Banco Interamericano del Desarrollo y árbitro y mediador en el Centro de Arbitraje y Mediación de la Cámara de Comercio de Santiago (CCS).

## Biografía
Estuvo casado con María Eugenia Salas Richaud, con quien tuvo tres hijos; Macarena, Vicente y Raúl, todos abogados.
Estudió derecho en la Pontificia Universidad Católica (PUC) y recibió su título de abogado en 1966. Desde entonces desarrolló su ejercicio profesional en temas siempre vinculados al derecho civil, agrario y de aguas.
Fue profesor de Derecho de Aguas en la Universidad Central y dictó el curso sobre registros en materia de aguas en el diplomado sobre Derecho Inmobiliario de la Universidad SEK. Fue igualmente profesor de Derecho de Aguas en las Universidades Gabriela Mistral (UGAM) y de Talca e impartió cursos de posgrado en la Universidad de Atacama.
Obtuvo un posgrado en mediación por la Universidad de Buenos Aires (UBA).
Autor del libro La asignación y la distribución de las aguas terrestres, dictó varias conferencias.

## Trayectoria profesional
Fue consultor del Banco Interamericano de Desarrollo (BID) en materia de aguas y régimen de propiedad rural. Redactó un proyecto de Código de Aguas para el Perú y fue corredactor de un proyecto de Ley General de Aguas para Ecuador. También participó en seminarios en materia de aguas en Washington D.C, La Paz y Bogotá, organizados por el Banco Mundial y por el BID.
Integró la nómina de árbitros y mediadores del Centro de Arbitraje y Mediación de la Cámara de Comercio de Santiago.
Ejerció como director  del capítulo chileno de la Asociación Latinoamericana de Hidrología Subterránea para el Desarrollo A.G.(ALHSUD). Fue miembro del Colegio de Abogados de Chile.

## Trayectoria política
Trabajó en la Sociedad Nacional de Agricultura (SNA) y hasta la primera década de 1970 organizó variadas entidades de carácter gremial. Reorganiza la Confederación de Canalistas de Chile. En diciembre de 1979 asumió como subsecretario de Tierras y Colonización (hoy Bienes Nacionales) y luego se desempeñó como subsecretario de Agricultura, del Interior y como ministro de la Oficina de Planificación Nacional (Odeplan). Desde abril de 1985 hasta diciembre de 1987 representó al país como embajador y delegado permanente ante la UNESCO.
Durante su periodo como subsecretario y ministro de Estado presidió la Comisión redactora del actual Código de Aguas.